# Uilorsuaq

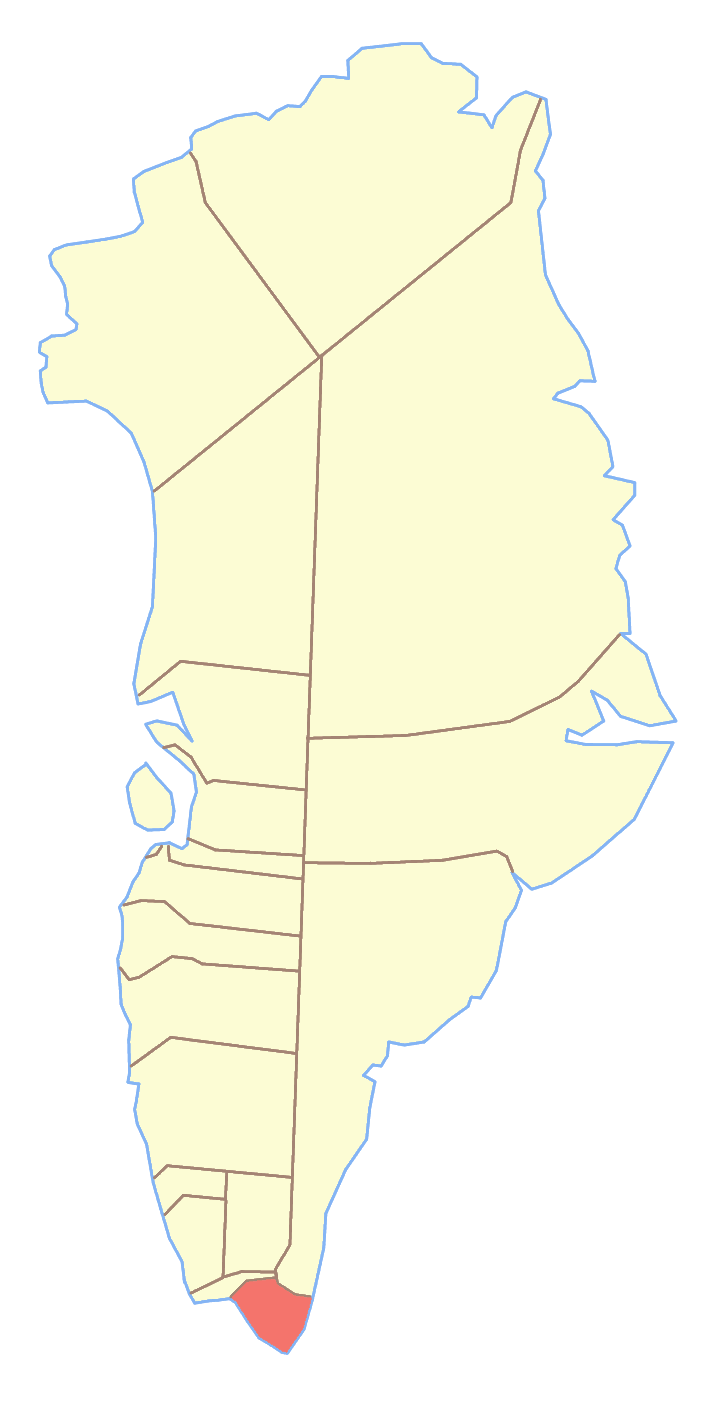
Ex comune di Nanortalik, dove si trovava l'Uilorsuaq

L'Uilorsuaq è una montagna della Groenlandia di 1109 m. Si trova a 60°27'N 44°49'O; appartiene al comune di Kujalleq.